# Stankoverlast
Stankoverlast of geurhinder is een vorm van overlast die veroorzaakt wordt door een nare geur. Stankoverlast kan leiden tot klachten zoals hoestbuien, hoofdpijn, een verstoorde ademhaling, stress en braakneigingen. 

## Overheidsbeleid ten aanzien van stankoverlast
In Nederland is het overheidsbeleid er op geënt dat niemand in ernstige mate last mag hebben van stankoverlast. In Vlaanderen is er geen algemeen juridisch kader ter beheersing van stankoverlast, maar zit de regelgeving verspreid in diverse wetten, decreten en reglementen.
burenoverlast ·
dierenoverlast ·
drugsoverlast ·
duivenoverlast ·
geluidshinder ·
jongerenoverlast ·
stankoverlast ·
verkeerslawaai ·
verkeersoverlast ·
vuurwerkoverlast ·
wateroverlast